# 岩手県庁
岩手県庁（いわてけんちょう）は広域自治体である岩手県の行政機関（役所）である。

## 概要
知事をトップとして、知事部局内に8部2局を有する。岩手県は、北海道に次いで広大な面積を有するため、県内を4つの地域に分割し、県南地域（奥州市）に県南広域振興局、盛岡地域（盛岡市）に盛岡広域振興局、沿岸地域（釜石市）に沿岸広域振興局、県北地域（久慈市）に県北広域振興局を、県庁のいわば総合支局として開設している。県南広域振興局長は、事務方のトップである企画理事を兼務を兼務する。
知事部局のほか、地方公営企業として岩手県企業局と医療局を併設。また、岩手県議会の事務を担当する議会事務局および各行政委員会事務局などにより組織されている。
特色ある部署
総合政策部
調査統計、広聴広報、行財政構造改革、政策評価、地方分権などを担当する部署として、従来の「総合政策室」を格上げする形で2008年度から設置。他の都道府県では総務部が所管することが多い。
産業廃棄物不法投棄緊急特別対策室
環境生活部に設置。青森県との県境に大量不法投棄されている産業廃棄物問題への対応を担当。

## 行政経営

### 特色ある政策
公立病院の設置
岩手県は、広大な面積を有することに加えて、県土を多数の渓谷や山岳が走ることから、医療機関の集中する県庁所在地・盛岡市への短時間での到達が困難な地域が散見される。このため、医療局の下に22か所の県立病院が設置されており、その設置数は国内随一である。なお、高度な医療措置を必要とする患者は、できるだけ早期に、盛岡市内の病院に転送して治療に当たる方針がとられていることから、医療水準の確保と交通網の整備は、岩手県では表裏一体の関係として語られることが多い。
交通網の整備
上述の通り、広大な県土を連絡するインフラとして、交通網の整備に力が入れられている。このうち東北新幹線の整備は、2002年までに岩手県を通過する工事はすべて完了したため、現在では道路整備のほか、県南に所在する花巻空港の新ターミナルビルの整備などが行われている。
北東北三県連携
1997年（平成9年）の秋田新幹線開業と秋田自動車道全線開通、および、21世紀初頭の東北新幹線の青森県延伸予定を背景に、同年10月に青森・岩手・秋田の3県知事が集まる「第1回北東北知事サミット」が開催され、3県の「広域的な交流・連携の促進」が合意された。これ以降、両県とは広域観光事業や人事交流のほか、市場公募型地方債を共同で発行するなどの交流実績がある。また、2010年（平成22年）に3県が合体して、将来の道州制における「北東北州」を目指す動きもあったが、2004年（平成16年）には収束した。

### 財政政策
1990年代の工藤巌・増田寛也両知事の時代に、バブル景気崩壊後の政府の大規模経済対策に呼応して、大きく公共事業を拡大させた。とくに増田寛也知事時代は、全国的な公共事業拡大の流れに乗って公共投資が大きく拡大し、1997年度にはピークを迎えた。氏は退任後の取材に、「国の財政的限界で…（中略）…いずれ公共事業に予算が回らなくなるのはわかっていた。だから、東北新幹線や花巻空港、釜石自動車道など（骨格的な事業）は、先にやってしまおうと思った」と答えている。現実に2001年、小泉政権の発足で公共事業の大幅な縮減が図られ、岩手県予算でも2002年度以降、公共投資予算は年率10％以上のスピードで急速に縮減されていく。
財政再建のための歳出削減策として、県は約5000人いた県職員を4700人規模にまで純減させたほか、公共事業関係費をピーク時の半分まで縮減させた。この結果2006年度予算で、岩手県は基礎的財政収支を黒字に転換することに成功した。2006年度末現在、地方債の残高はおよそ1兆4000億円で、県民一人当たりに換算すると104万円程度となる。ただし、この額面の中には臨時財政対策債など、償還経費を国が全額負担する制度となっている地方債も含まれているため、直ちに県単独の負担といえるものではない。類似団体の平均値は、一人当たり89万7,000円あまりとなることから、相対的に高い数値となっている。

#### 職員数
職員数は4,700人。県民10万人あたり1,490人の県職員が雇用されている計算。財政力が類似する（財政力指数が0.3を下回る県）10県の平均値は、10万人当たり1530人程度であり、相対的にみると6番目に少ない職員数であるということになる。国家公務員の給与を100とした場合、岩手県職員の給与の額は99.5となる（ラスパイレス指数）。2008年度から、県職員俸給の特例減額を実施している。

## 組織
知事部局と各行政委員会について記載（2021年4月1日現在）。
※以下、[表示]をクリックすると一覧表示される。
令和３年度岩手県知事部局行政組織機構図( 10部 2局／79室課・60出先機関 )
- 政策企画部
- 総務部
- 復興防災部
- ふるさと振興部
- 文化スポーツ部
- 環境生活部
- 保健福祉部
- 商工労働観光部
- 農林水産部
- 県土整備部
- ILC推進局
- 出納局

(他の執行機関等)
- 医療局
- 企業局

- 議会事務局
- 教育委員会事務局
- 選挙管理委員会事務局
- 人事委員会事務局
- 監査委員事務局
- 公安委員会
  - 警察本部
    - 警務部
    - 生活安全部
    - 刑事部
    - 交通部
    - 警備部
      - 警察学校
      - 警察署(16)
- 労働委員会事務局
- 収用委員会事務局
- 海区漁業調整委員会
- 内水面漁場管理委員会

- 公立大学法人岩手県立大学
- 地方独立行政法人岩手県工業技術センター

- 岩手県立図書館
- 岩手県立博物館
- 岩手県立美術館
- 岩手県民会館
- 岩手県営運動公園
- 岩手県営野球場
- 岩手県営体育館

## 付属する機関
県の直属ではないものの、県が出資し、運営評価対象法人一覧する企業等（40法人）
- 所管部局：ふるさと振興部
  - 公益財団法人さんりく基金
  - 三陸鉄道株式会社
  - IGRいわて銀河鉄道株式会社
  - 株式会社アイシーエス
  - 公益財団法人岩手県国際交流協会
- 所管部局：文化スポーツ部
  - 公益財団法人岩手県文化振興事業団
  - 公益財団法人岩手県スポーツ振興事業団
- 所管部局：環境生活部
  - 一般財団法人クリーンいわて事業団
- 所管部局：保健福祉部
  - 公益財団法人いわて愛の健康づくり財団
  - 公益財団法人いわてリハビリテーションセンター
  - 社会福祉法人岩手県社会福祉事業団
  - 公益財団法人いきいき岩手支援財団
- 所管部局：商工労働観光部
  - 公益財団法人いわて産業振興センター
  - 岩手県オイルターミナル株式会社
  - 岩手県土地開発公社
  - 岩手県信用保証協会
  - 株式会社盛岡地域交流センター
  - 株式会社北上オフィスプラザ
  - 株式会社岩手ソフトウェアセンター
  - 公益財団法人盛岡地域地場産業振興センター
  - 岩手県産株式会社
  - 公益財団法人岩手県観光協会
  - 公益財団法人盛岡観光コンベンション協会
  - 公益財団法人ふるさといわて定住財団
  - 株式会社クリーントピアいわて
- 所管部局：農林水産部
  - 岩手県農業信用基金協会
  - 公益社団法人岩手県農畜産物価格安定基金協会
  - 株式会社いわちく
  - 公益社団法人岩手県農業公社
  - 公益財団人岩手生物工学研究センター
  - 公益社団法人岩手県農産物改良種苗センター
  - 一般社団法人岩手県畜産協会
  - 公益財団法人岩手県林業労働対策基金
  - 一般社団法人岩手県栽培漁業協会
  - 公益財団法人岩手県漁業担い手育成基金
- 所管部局：県土整備部
  - 公益財団法人岩手県土木技術振興協会
  - 公益財団法人岩手県下水道公社
  - 岩手県空港ターミナルビル株式会社
- 所管部局：教育委員会事務局
  - 公益財団法人岩手育英奨学会
- 所管部局：警察本部
  - 公益財団法人岩手県暴力団追放推進センター

県が出資している企業
- 株式会社岩手銀行（岩手県(3.27％)と岩手県企業局(3.47%)の株式を合算すると筆頭株主(4.86％)を超える。2021年3月31日現在[6]）

## アクセス
- 盛岡駅(東口)　約1.5キロメートル
  - バス（約10分）[盛岡駅前]-[県庁・市役所前]　
  - 徒歩（約20分）